# DeKalb
DeKalb es una ciudad ubicada en el condado de DeKalb en el estado estadounidense de Illinois. En el Censo de 2010 tenía una población de 43 862 habitantes y una densidad poblacional de 1143 personas por km². Es el lugar de nacimiento en 1966 de la modelo Cindy Crawford. La ciudad es conocida por la Universidad - "Northern Illinois University" - y es donde se inventó por primera vez el alambre de púas. La universidad comenzó como una universidad de maestros, pero desde entonces se ha expandido a múltiples tipos de títulos.

## Geografía
DeKalb se encuentra ubicada en las coordenadas 41°55′50″N 88°44′52″O / 41.93056, -88.74778. Según la Oficina del Censo de los Estados Unidos, DeKalb tiene una superficie total de 38.37 km², de la cual 37.95 km² corresponden a tierra firme y (1.09%) 0.42 km² es agua.

## Demografía
Según el censo de 2010, había 43862 personas residiendo en DeKalb. La densidad de población era de 1.143,27 hab./km². De los 43862 habitantes, DeKalb estaba compuesto por el 74.91% blancos, el 12.76% eran afroamericanos, el 0.26% eran amerindios, el 4.09% eran asiáticos, el 0.03% eran isleños del Pacífico, el 5.54% eran de otras razas y el 2.42% pertenecían a dos o más razas. Del total de la población el 12.55% eran hispanos o latinos de cualquier raza.